# 620新闻直播间
《620新闻直播间》（后称新闻直播间）是由广东南方电视台制作的一个已停播的普通话新闻节目，于南方电视台经济科教频道（TVS-1）播映。该节目前身为2001年开播的《南方报道》普语版，是南方电视台主要的普通话时政新闻节目。
该节目定位为“以重要时政报道，公共政策解读，热点新闻关注为主，通过‘报道’，‘分析’，‘评论’等方式，快速提供有效资讯，重视公众利益”。

## 节目历史
2014年2月22日，南方电视台新闻中心随着高清演播室的成功启用，原《南方报道》停播，《620新闻直播间》启播。
2015年，该节目因播出时间变更至18:00而更名为“新闻直播间”。
南方电视台于2014年被整合至新成立的广东广播电视台，但两台的新闻资源在当时仍相对独立。随着南方电视台新闻中心和广东电视台新闻中心于2015年开始合并，加上两台各频道晚间时段多档新闻节目高度重合，2015年2月13日，该节目改为与《今日一线》联动的民生新闻节目《一线兄弟连》。后该节目再次取消并被广东新闻频道的《新闻晚高峰》所取代。

## 播出时段
首播时间为每天18:20，2015年改为18:00播出；次日07:00重播。现已停播。